# Villa San Agustín
Pour les articles homonymes, voir San Agustin.
Villa San Agustín est une ville et le chef-lieu du Département de Valle Fértil, dans la province de San Juan en Argentine. Elle est située à 250 km au nord-est de San Juan, la capitale provinciale.

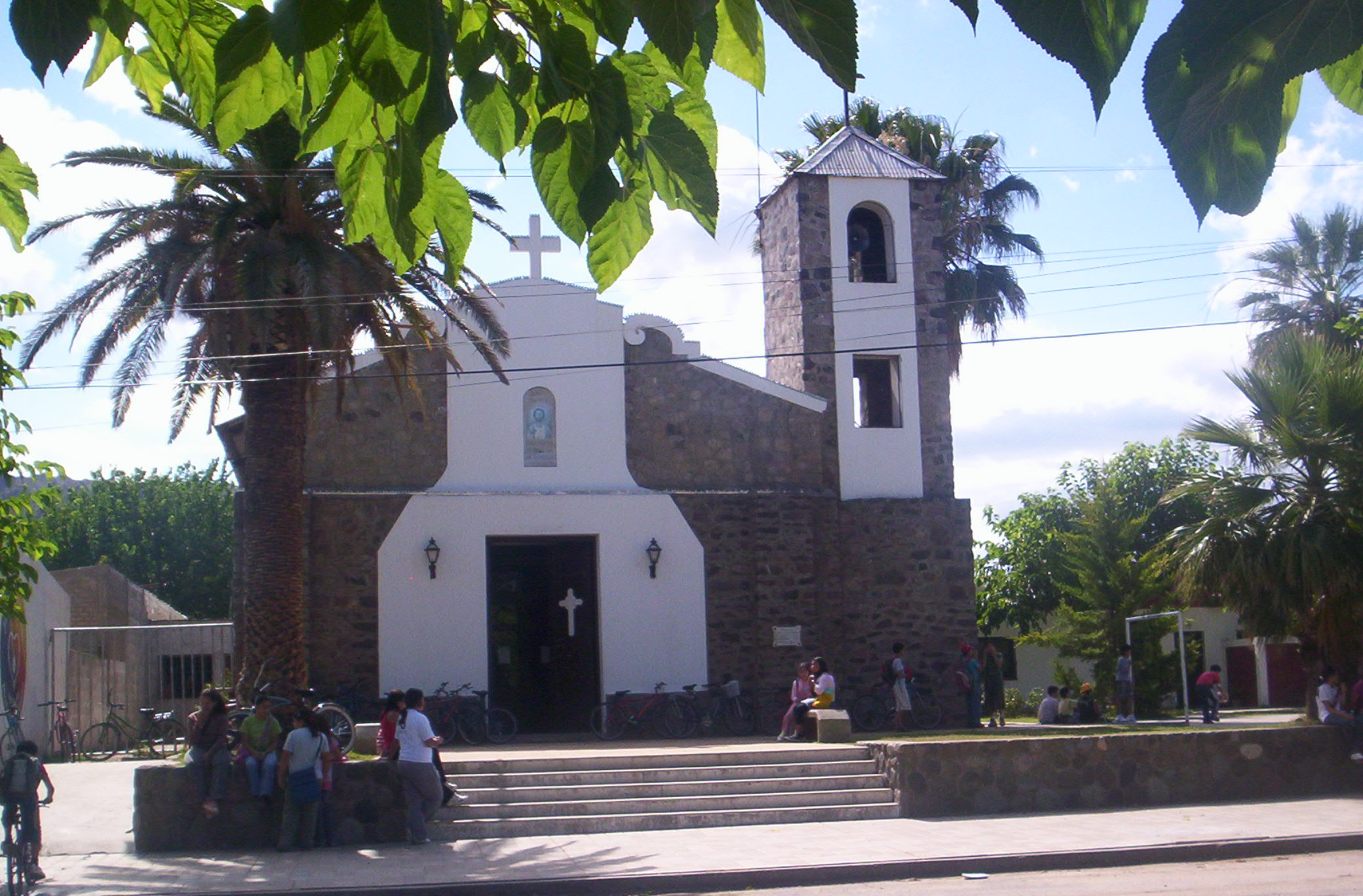
L'église de San Agustín